# Ditte och Louise
Ditte och Louise (danska: Ditte og Louise) är en dansk komediserie från 2015–2016, av och med Ditte Hansen och Louise Mieritz. 2018 hade filmen Ditte & Louise premiär, vilken är baserad på tv-serien.

## Handling
Två skådespelare runt fyrtio möts på en casting, eftersom de båda kämpar för att få jobb bestämmer de sig för att slå sig samman och göra egna föreställningar. De är båda övertygade om att det inte är försent för dem att slå igenom och att kvinnor kan vara roliga, det är bara det att inte så många i branschen är lika övertygade om det. Det är många uppförsbackar, både i yrket och i privatlivet, för Ditte och Louise. Ditte är en frisläppt, impulsiv och positiv exhibitionist och Louise en kontrollmänniska som vill ha allt på sitt sätt, helst inte ta risker och mest säger nej. Trots att kvinnorna är så olika blir de goda vänner och duon får en del jobb, vilka alla är tveksamma på en mängd skilda sätt. 

## Rollista i urval
- Ditte Hansen - Ditte
- Louise Mieritz - Louise
- Henrik Vestergaard - Thomas
- Sasha Sofie Lund - Tilde
- Solbjørg Højfeldt - Inger
- Viggo Korf-Hansen - Bjørn
- Henrik Noël Olesen - Arnold
- Magnus Krepper - Erik

### Gästskådespelare
- Keld Heick - sig själv
- Hilda Heick - sig själv
- Anders W. Berthelsen - sig själv
- Trine Dyrholm - sig själv
- Iben Hjejle - sig själv
- Anne Linnet - sig själv
- Lars Mikkelsen - sig själv
- Ulrich Thomsen - sig själv
- Nicolaj Rasted - Hej Matematik
- Søren Rasted - Hej Matematik

## Avsnitt

### Säsong 1
1. Fuckable?
2. Koks i kulissen
3. A room with a dup
4. Rimepassaren
5. Hella Joof syndromet
6. Gå aldrig tilbage til en fuser
7. Sig att det ok og luk mig ind
8. Kvinde kend dit flop

### Säsong 2
1. Den långa galna och den lilla sura
2. Alla för Judith
3. Det är damtidningarnas fel
4. Skorna med tårna
5. Upstairs, Downstairs
6. Ett dockhem
7. Ensam kvinna 40 år
8. Gitte & Lise